# Аллатив
Аллати́в, также адлатив, адверсив или падеж приближения — падежная форма,
указывающая объект, на который направлено действие, то есть тот предмет, на котором скажется результат действия, либо на конечный пункт действия (обычно наружный, в отличие от иллатива, обозначающего внутренний конечный пункт).
Имеется во многих языках, в том числе в большинстве агглютинирующих языков (финно-угорских и др.)

## В вепсском
В вепсском аллатив обозначает объект, на который направлено действие или движение (anda лu koiraлe «дай кость собаке», astkam g’ogeлe «пойдёмте на речку»), а также действие, которым кто-то начинает заниматься (ke̮ik l’äksiba radoлe «все пошли на работу»).